# KIM-1
KIM-1, abreviatura de Keyboard Input Monitor, va ser un petit microordinador basat en la CPU 6502, venut en kit, i desenvolupat i produït per MOS Technology, Inc.. Va ser llançat el 1975 i les vendes han estat bones en termes d'aquell període, a causa del seu baix preu (utilitzant el barat 6502) i fàcil capacitat d'expansió.

## Especificacions tècniques
| Parts          | Especificacions                  | Especificacions |
| -------------- | -------------------------------- | --------------- |
| UCP            | MOS Technology 6502 a 1 MHz      |                 |
| RAM            | 1152 bytes                       |                 |
| ROM            | 1 KiB                            |                 |
| Teclat         | teclat de calculadora, 24 tecles |                 |
| Monitor        | Visualitzador de set segments    |                 |
| So             | Cap                              |                 |
| Ports          | 2 ports sèries                   |                 |
| Emmagatzematge | cinta perforada o casset         |                 |